# Kira Kosarin
Kira Nicole Kosarin  (n. 26 aprilie 2011 ) este o actriță și cântăreață americană. Ea este cunoscută pentru rolul de Phoebe Thunderman în serialul Familia Thunderman de la Nickelodeon .   Pe 10 aprilie 2019, Kosarin și-a lansat albumul de debut, Off Brand.

## Tinerețea
Kosarin a făcut dans și gimnastică în primii ani.  A studiat balet la Boca Ballet Theatre și a făcut școala gimnazială la Pine Crest School.  Părinții ei erau interpreți de pe Broadway, mama ei ca actriță și tatăl ei ca regizor de muzică, dirijor și producător de discuri, așa că a crescut jucând, cântând și dansând.   După ce a participat la un atelier de „actorie la cameră”, s-a îndrăgostit de actorie și a decis să se mute la Los Angeles, California, în 2011 pentru a urma o carieră în actorie. 
Părinții lui Kosarin sunt de origine evreiască askenazi, cu strămoși din Europa de Est.  

## Carieră
Kosarin și-a făcut debutul la televiziune într-un episod al sitcom-ului Disney Channel, Shake It Up .  Apoi, în 2013, a devenit faimoasă când a început să interpreteze rolul lui Phoebe Thunderman în comedia Nickelodeon The Thundermans .  În 2015, Kosarin a fost nominalizată la premiul Kids 'Choice în categoria Actriță TV preferată,  dar premiul a revenit la Laura Marano .  A fost din nou nominalizată la premiul Kids 'Choice Award pentru actrița TV preferată și, din nou, nu a câștigat, deși ea și colegii ei de distribuție au câștigat premiul pentru emisiunea TV preferată pentru The Thundermans .  Filmul ei de televiziune Nickelodeon, One Crazy Cruise (intitulat inițial Tripwrecked  ), a fost filmat în toamna anului 2014 în Vancouver, British Columbia,  și a avut premiera pe 19 iunie 2015.  În aprilie 2019, s-a anunțat că Kosarin va apărea în cel de-al doilea sezon al seriei de groază Hulu Light as a Feather,  în care a interpretat rolul Nadiei. 

### Muzică
Pe 24 februarie 2018, Kosarin și-a anunțat single-ul de debut, „Spy”,  care a fost lansat pe 16 martie 2018. La 11 ianuarie 2019, Kosarin și-a lansat următorul single, „Vinyl”, care a fost însoțit de un videoclip muzical.  Au urmat trei single-uri ulterioare, „Love Me Like You Hate Me”, „47 Hours” și „Take This Outside”.    Albumul ei de debut, Off Brand, a fost lansat pe 10 aprilie 2019.   În iulie 2019, Kosarin urma să se angajeze într-un turneu principal în Marea Britanie pentru a promova lansarea Off Brand, dar aceasta a fost anulată ulterior din cauza „conflictelor de programare”.   Pe 8 noiembrie 2019, Kosarin a lansat următorul ei single, „Simple”, o colaborare cu DJ-ul american Carneyval.  Kosarin are, de asemenea, un canal YouTube, unde postează coveruri și melodii muzicale.  Pe 15 iulie 2020, ea a lansat independent o piesă extinsă, Songbird . 

## Filmografie
| An        | Titlu                                    | Rol               | Notă                                                 |
| --------- | ---------------------------------------- | ----------------- | ---------------------------------------------------- |
| 2012      | Shake It Up                              | Raina Kumar       | Episodul: " Wrestle It Up "                          |
| 2013–2018 | Oamenii-tunet                            | Phoebe Thunderman | Rol principal                                        |
| 2014      | AwesomenessTV                            | Se                | Gazdă invitată; episod: "Teen Challenge"             |
| 2015      | One Crazy Cruise                         | Ellie Bauer       | Film de televiziune (Nickelodeon)                    |
| 2015      | Vacanța Ho Ho a lui Nickelodeon          | Se                | Special                                              |
| 2016      | Scoala de Rock                           | Prințesa Oliviana | Episodul: „ O trupă fără nume ”                      |
| 2016      | Henry Danger                             | Phoebe Thunderman | Episod crossover: „ Pericol și tunet ”               |
| 2016      | Bucătăria Iadului                        | Se                | Episodul: „Să înceapă luptele de pisică”             |
| 2016–2017 | Paradise Run                             | Se                | 3 episoade                                           |
| 2017      | Nickelodeon's Not So Valentine's Special | Se                | Special                                              |
| 2017      | Special Sizzling Summer Camp Special     | Se                | Special                                              |
| 2018      | Lip Sync Battle Shorties                 | Se                | Episodul: "Catwalk / Jungle / Girls Night Out"       |
| 2018      | Echipa Cavalerilor                       | Kiki              | Episodul: „Doresc să pot, doresc cavaler”            |
| 2018      | Îndrăznește dublu                        | Se                | Concurent; episodul: „Thunderstruck vs. Girl Power " |
| 2018      | Totul despre Washingtons                 | Malia             | Episodul: "Yo! Bum Rush The Secret Show"             |
| 2019      | Probleme bune                            | Aria              | Episodul: „Se recomandă îndrumarea părinților”       |
| 2019      | Norocos                                  | Shannon           | Film de televiziune (Nickelodeon); rol de voce       |
| 2019      | Bine ați venit la Wayne                  | Stacey Wasserman  | Episodul: "Bun venit la Wassermans"                  |
| 2019      | Ușor ca un fulg                          | Nadia             | Rol recurent (sezonul 2)                             |

## Discografie
- Off Brand (2019) [30]
- Songbird (2020)

## Premii și nominalizări
| An   | Adjudecare            | Categorie                    | Muncă         | Ref    |
| ---- | --------------------- | ---------------------------- | ------------- | ------ |
| 2015 | Premiile Kids 'Choice | Actrița TV preferată         | Oamenii-tunet | [ 13 ] |
| 2016 | Premiile Kids 'Choice | Steaua TV feminină preferată | Oamenii-tunet | [ 15 ] |
| 2017 | Premiile Kids 'Choice | Steaua TV feminină preferată | Oamenii-tunet | [ 31 ] |
| 2018 | Premiile Kids 'Choice | Steaua TV feminină preferată | Oamenii-tunet | [ 32 ] |